# Championnat du Maroc de football 1993-1994
Navigation
Édition précédente Édition suivante
Le Championnat du Maroc de la saison 1993-1994 a été remporté par le Central Laitière AS.

## Compétition

### Classement
| Rang | Équipe                        | Pts | J  | G  | N  | P  | Bp | Bc | Diff |
| ---- | ----------------------------- | --- | -- | -- | -- | -- | -- | -- | ---- |
| 1    | Olympique de Casablanca       | 76  | 30 | 17 | 12 | 1  | 40 | 14 | +26  |
| 2    | Wydad de Casablanca T CdT     | 66  | 30 | 10 | 12 | 3  | 38 | 15 | +23  |
| 3    | FAR de Rabat                  | 64  | 30 | 9  | 11 | 6  | 25 | 23 | +2   |
| 4    | Raja de Casablanca V          | 64  | 30 | 10 | 9  | 7  | 16 | 14 | +2   |
| 5    | Mouloudia Club d'Oujda        | 64  | 30 | 10 | 10 | 6  | 22 | 22 | 0    |
| 6    | Kawkab de Marrakech           | 63  | 30 | 9  | 11 | 5  | 26 | 17 | +9   |
| 7    | Renaissance de Settat         | 60  | 30 | 10 | 7  | 9  | 27 | 30 | -3   |
| 8    | FUS de Rabat                  | 59  | 30 | 7  | 11 | 8  | 22 | 17 | +5   |
| 9    | KAC de Kénitra                | 59  | 30 | 9  | 11 | 10 | 23 | 24 | -1   |
| 10   | Maghreb de Fès                | 58  | 30 | 7  | 9  | 10 | 20 | 25 | -5   |
| 11   | Chabab Mohammédia P           | 58  | 30 | 5  | 13 | 8  | 16 | 22 | -6   |
| 12   | Ittihad Riadhi de Tanger      | 58  | 30 | 8  | 12 | 10 | 26 | 29 | -3   |
| 13   | Hassania d'Agadir ↓           | 56  | 30 | 5  | 16 | 9  | 13 | 26 | -13  |
| 14   | Olympique Club de Khouribga ↓ | 55  | 30 | 6  | 13 | 11 | 23 | 27 | -4   |
| 15   | Union de Sidi Kacem P ↓       | 54  | 30 | 4  | 12 | 10 | 20 | 41 | -21  |
| 16   | Rachad Bernoussi ↓            | 46  | 30 | 4  | 8  | 18 | 19 | 37 | -18  |

- Qualifié pour la Coupe des clubs champions africains 1995
- Qualifié pour la Coupe d'Afrique des vainqueurs de coupe 1995
- Qualifié pour la Coupe de la CAF 1995
- Relégué en Championnat du Maroc de football D2

Abréviations
T: Tenant du titre

V: Vice-champion 1992-1993

CdT : Vainqueur de la Coupe du Trône 1993-1994

P : Promus du Championnat du Maroc de football D2

## Bilan de la saison
| Championnat du Maroc de football 1993-1994                        |                                 |
| Champion                                                          | Central Laitière AS (1er titre) |
| Coupes et trophées                                                |                                 |
| Vainqueur de la Coupe du Trône 1993-1994                          | Wydad AC                        |
| Qualifications continentales                                      |                                 |
| Coupe des clubs champions africains 1995                          | Central Laitière AS forfait     |
| Coupe d'Afrique des vainqueurs de coupe 1995                      | Kawkab de Marrakech forfait     |
| Coupe de la CAF 1995                                              |                                 |
| Promotions et relégations                                         |                                 |
| Promus en Championnat du Maroc de football                        | CODM de Meknès                  |
| Promus en Championnat du Maroc de football                        | AS Crédit Agricole              |
| Promus en Championnat du Maroc de football                        | Jeunesse sportive El Massira    |
| Promus en Championnat du Maroc de football                        | Difaâ d'El Jadida               |
| Relégués en Championnat du Maroc de football de deuxième division | Hassania d'Agadir               |
| Relégués en Championnat du Maroc de football de deuxième division | Olympique Club de Khouribga     |
| Relégués en Championnat du Maroc de football de deuxième division | Union de Sidi Kacem             |
| Relégués en Championnat du Maroc de football de deuxième division | Rachad Bernoussi                |